# Kolonia (Zacharzowice)
Kolonia – część wsi Zacharzowice w Polsce, położona w województwie śląskim, w powiecie gliwickim, w gminie Wielowieś, przy drodze wojewódzkiej 901, na południowy wschód od wsi Zacharzowice i na południe od skrzyżowania drogi wojewódzkiej 901 z drogą Zacharzowice-Kopienice.
W latach 1975–1998 Kolonia administracyjnie należała do województwa katowickiego.